# مندوتا (ایلینوی)
مندوتا، ایلینوی (به انگلیسی: Mendota, Illinois) یک شهر در ایالات متحده آمریکا با جمعیت ۷٬۳۹۷ نفر است که در ایلی‌نوی واقع شده‌است.